# Nati nel 1964/Senza giorno specificato
| Questa pagina contiene informazioni ricavate automaticamente dalle voci biografiche con l'ausilio del template Bio e di un bot. L'aggiornamento è periodico e automatico e ricostruisce completamente la pagina. Se manca una persona in questa lista, sei pregato di non aggiungerla, ma accertati piuttosto che la sua voce biografica contenga il template Bio e che i dati anagrafici siano correttamente compilati. Se il template Bio manca, inseriscilo tu stesso o, in alternativa, metti l'avviso {{tmp\|Bio}} che ne segnala la mancanza. Se i dati riportati sono sbagliati, correggi direttamente la voce biografica; le modifiche saranno visibili in questa lista entro pochi giorni. Per chiarimenti vedi il progetto biografie. La lista contiene solo le 232 persone che sono citate nell'enciclopedia e per le quali è stato implementato correttamente il template Bio. Pagina aggiornata al 26 lug 2025. |

- Leila Aboulela, scrittrice, saggista e drammaturga sudanese
- Angelo Accardi, artista italiano
- Zeina Adra, politica libanese
- Werner Aisslinger, designer tedesco
- Amina Alaoui, cantante marocchina
- Marc Albrecht, direttore d'orchestra tedesco
- Alfonso Antoniozzi, baritono, regista e politico italiano
- Calice Becker, profumiera francese
- Meaza Ashenafi, avvocata e attivista etiope
- Vougar Aslanov, scrittore e pubblicista sovietico
- Françoise Atlan, cantante francese
- Sefi Atta, scrittrice statunitense
- Claire Babineaux-Fontenot, dirigente d'azienda statunitense
- Leroy Bach, musicista e polistrumentista statunitense
- Martina Bagnoli, storica dell'arte italiana
- Paul Bajoria, scrittore britannico
- John Beech, pittore e scultore britannico
- Raoul Behrend, astronomo svizzero
- Nicola Beller Carbone, soprano tedesco
- Torjus Berge, ex sciatore alpino norvegese
- Lou Berney, scrittore e sceneggiatore statunitense
- Michael Berry Jr., attore inglese
- Paolo Besagno, compositore italiano
- Eric Bina, programmatore statunitense
- Francesca Bocca, scenografa italiana
- Andreas Boeker, astronomo tedesco
- Paolo Bonfini, scenografo e designer italiano
- Thorsten Botz-Bornstein, filosofo e scrittore tedesco
- Paddy Breathnach, regista irlandese
- Matthew Brown, scrittore e storico statunitense († 2011)
- Vladimír Bukač, violista ceco
- Luigi Cafiero, italiano († 1982)
- Francesco Caglioti, storico dell'arte italiano
- Esmeralda Calabria, montatrice e regista italiana
- Giuseppe Caliceti, scrittore italiano
- Sean Callery, compositore statunitense
- Richard Cant, attore britannico
- Paolo Capizzi, meteorologo italiano
- Dulce Maria Cardoso, scrittrice portoghese
- Jacqueline Carey, scrittrice statunitense
- Remedios Cervantes, modella spagnola
- Antoine Clamaran, disc-jockey e produttore discografico francese
- Dirk Clarysse, ex ciclista su strada belga
- David Clement-Davies, scrittore inglese
- Craig Clevenger, scrittore statunitense
- Nicola Conte, disc jockey e compositore italiano
- Yves Cordier, triatleta francese
- Mark Coulier, truccatore britannico
- Julio de la Cueva Merino, storico spagnolo
- Lorenzo D'Addario, generale italiano
- Paolo Damosso, regista, sceneggiatore e scrittore italiano
- Peter Dawo, ex calciatore keniota
- Berlinde De Bruyckere, artista belga
- Aurelio De Carolis, ammiraglio italiano
- Girolamo De Simone, musicista e critico musicale italiano
- Michael Dean, regista, produttore cinematografico e sceneggiatore statunitense
- Thomas Demand, fotografo tedesco
- Giancarlo Devasini, imprenditore e medico italiano
- Richard Dillane, attore britannico
- Jan Ingvar Dokken, ex sciatore alpino norvegese
- Godfried Donkor, artista ghanese
- María Dueñas, scrittrice spagnola
- Gordon Duncan, musicista britannico († 2005)
- David Edmonds, filosofo britannico
- Barry Eisler, scrittore statunitense
- Jack Endino, chitarrista e produttore discografico statunitense
- Kōji Endō, compositore giapponese
- Leif Magne Engeseth, ex sciatore alpino norvegese
- Roberto Fabbri, chitarrista e compositore italiano
- Aminatta Forna, scrittrice britannica
- Jessica Fridrich, informatica statunitense
- Espen Frimann, ex sciatore alpino norvegese
- Hiroshi Fujiwara, musicista, produttore discografico e designer giapponese
- Mbacke Gadji, scrittore senegalese
- Stefano Gallarini, giornalista, conduttore radiofonico e conduttore televisivo italiano
- Andrea Gamarnik, biochimica argentina
- Luis García García, ex calciatore spagnolo
- Aleksandar Gatalica, scrittore, traduttore e critico musicale serbo
- Ge Fei, insegnante e scrittore cinese
- Francesca Ghermandi, fumettista e illustratrice italiana
- Livio Gianola, chitarrista italiano
- Naor Gilon, diplomatico israeliano
- David Giménez Carreras, direttore d'orchestra spagnolo
- Zina Goldrich, compositrice statunitense
- Carlos Gómez, fumettista argentino
- Jason Goodwin, storico e scrittore britannico
- Sonia Grande, costumista spagnola
- Paola Grossi Gondi, artista, pittrice e scenografa italiana
- Ryszard Grzesik, storico polacco
- Nancy Gustafson, sciatrice alpina statunitense
- Mark Hammergren, astronomo statunitense
- Mohammed Hanif, scrittore pakistano
- Mike Harrington, programmatore e manager statunitense
- Salah Hassan, scrittore e critico d'arte sudanese
- Michael Haussman, regista e pittore statunitense
- Rob Heinsoo, autore di giochi statunitense
- Hugh Herr, ingegnere, biofisico e arrampicatore statunitense
- Kioumars Heydari, generale iraniano
- John Hodge, sceneggiatore e drammaturgo britannico
- Mererid Hopwood, scrittrice gallese
- Stéphane Huchard, batterista e compositore francese
- Chantal Hudry, ex sciatrice alpina francese
- Courtney Hunt, sceneggiatrice e regista statunitense
- Sarah-Jane Hutt, modella britannica
- Bill Hwang, imprenditore statunitense
- Suzanne Iskandar, modella francese
- Setsu & Shinobu Ito, designer giapponese
- Helena Janeczek, scrittrice tedesca
- Bombay Jayashri, musicista e cantante indiana
- John Douglas Thompson, attore inglese
- John Keyes, tenore statunitense
- Lynne Lancaster, archeologa e topografo statunitense
- David Lapoujade, filosofo francese
- Gérald Laroche, attore francese
- Salvador Larroca, fumettista spagnolo
- Caroline Lavelle, cantautrice e violoncellista inglese
- Kenneth J. Lawrence, astronomo statunitense
- Philippe Lazzarini, diplomatico svizzero
- Alena V. Ledeneva, sociologa e docente russa
- Annie Leonard, attivista statunitense
- Frédérique Leroy, modella francese
- Lin Qisheng, astronomo taiwanese
- Douglas Lindsay, scrittore scozzese
- Brad Little, attore e cantante statunitense
- Liu Zhenli, generale cinese
- Lesley Lokko, scrittrice e architetta scozzese
- Lü Jia, direttore d'orchestra italiano
- Patrick Lussier, regista, montatore e sceneggiatore canadese
- Greg Lynn, architetto statunitense
- Francisco López, artista e musicista spagnolo
- Alexandru Madgearu, storico rumeno
- Giulio Magli, astrofisico italiano
- Tomi Mäkelä, musicologo e pianista finlandese
- Jimmy Maketta, serial killer sudafricano
- Mauro Marchesi, fumettista e illustratore italiano
- Steve Marmel, autore televisivo e produttore televisivo statunitense
- Danny Mastrogiorgio, attore, attore teatrale e doppiatore statunitense
- John Maucere, attore statunitense
- Sandy McDade, attrice britannica
- Craig McDean, fotografo inglese
- David McDonald, astronomo irlandese
- Ian McGuire, scrittore britannico
- Giovanni Meoni, baritono e docente italiano
- Angela Michelis, saggista e docente italiana
- Andrea Molino, compositore e direttore d'orchestra italiano
- Vincent Monteil, direttore d'orchestra francese
- June Alison Mummery, imprenditrice e politica britannica
- Sadayuki Murai, sceneggiatore giapponese
- Shukō Murase, regista giapponese
- Kazuya Murata, regista giapponese
- Thierry Murcia, storico francese
- Klaus-Robert Müller, fisico e informatico tedesco
- Javier Negrete, scrittore e docente spagnolo
- Wilma Newhoudt-Druchen, politica sudafricana
- Dava Newman, ingegnere statunitense
- Antonio Nicaso, saggista italiano
- Olu Oguibe, artista e critico d'arte nigeriano
- Fuat Oktay, politico, funzionario e ingegnere turco
- Gerardo Olivares, regista e sceneggiatore spagnolo
- Brian Olsavsky, dirigente d'azienda statunitense
- Clive Oppenheimer, vulcanologo britannico
- Nasrin Oryakhil, ginecologa e politica afghana
- Juan Bautista Otero, direttore d'orchestra, editore musicale e regista spagnolo
- Helen Pankhurst, attivista e scrittrice britannica
- Cristina Pérez, modella spagnola
- John Phelan, imprenditore e funzionario statunitense
- Mike Pigg, triatleta statunitense
- Michael Plöchinger, ex sciatore alpino svizzero
- Andrea Porporati, regista, scrittore e produttore cinematografico italiano
- Pier Paolo Pozzi, batterista e compositore italiano
- Guillaume Prévost, scrittore francese
- Giuseppe Ramello, fumettista italiano
- Alberto Rapisarda, fumettista italiano
- Riccardo Rattazzi, fisico italiano
- Olivier Rey, scrittore, filosofo e matematico francese
- Wu Ming 5, scrittore e musicista italiano
- Robin Rimbaud, musicista e compositore inglese
- Patricia Rivadeneira, attrice cilena
- Antón Riveiro Coello, scrittore spagnolo
- Veronica Rocca, attrice teatrale e regista teatrale italiana
- Bruno Rolland, regista, sceneggiatore e attore francese
- Fabio Rosi, regista italiano
- Benjamin Ross, regista britannico
- John Rutherford, regista e produttore cinematografico statunitense
- Abbas Salehi, politico e giornalista iraniano
- Robert Sapolsky, cantante statunitense
- Dora Sarra, ex cestista italiana
- Shimako Satō, regista e sceneggiatrice giapponese
- Fatemeh Sepehri, politica iraniana
- Clay Shirky, saggista statunitense
- Bart Sibrel, regista statunitense
- Jure Skvarč, astronomo sloveno
- Manolo Solo, attore spagnolo
- Ömer Faruk Sorak, regista turco
- Francis Spufford, scrittore britannico
- Iain Stewart, geologo e conduttore televisivo britannico
- Lynne Stopkewich, regista canadese
- Danaī Stratou, artista greca
- Nicolette, cantante, musicista e produttrice discografica britannica
- John Swihart, compositore statunitense
- Yōji Takeshige, animatore giapponese
- Croce Taravella, pittore e scultore italiano
- Teng Yi, ex tennistavolista cinese
- Misak Terzibasiyan, architetto olandese
- Simon Travaglia, scrittore neozelandese
- DJ Trip, disc jockey italiano († 1991)
- Derek Trussler, allenatore di sci alpino e ex sciatore alpino canadese
- Joseph Tsai, imprenditore e filantropo taiwanese
- Pierpaolo Turetta, organista italiano
- Stefano Valenti, scrittore e traduttore italiano
- Carl-Johan Vallgren, musicista e scrittore svedese
- Ángela Vallvey, scrittrice spagnola
- Maurizio Vignola, medico italiano († 2004)
- Beatriz Villacañas, scrittrice, poetessa e anglista spagnola
- Franz Vohwinkel, illustratore tedesco
- Dana Walden, imprenditrice statunitense
- Jack Wall, compositore statunitense
- Wang Xiaosong, artista e urbanista cinese
- Alan Warner, scrittore scozzese
- Jane Welch, scrittrice britannica
- Martha Wells, scrittrice statunitense
- Dorian Wilson, direttore d'orchestra statunitense
- Wu Yajun, imprenditrice cinese
- Shōji Yonemura, sceneggiatore giapponese
- Shūhei Yoshida, imprenditore giapponese
- Zinny J. Zan, cantante svedese
- Neil Zaza, chitarrista statunitense
- Ute Zimmer, astronoma tedesca
- Nell Zink, scrittrice statunitense
- Khalifa Ghwell, politico libico
- Wael Nader al-Halqi, politico siriano
- Maria del Mar, conduttrice televisiva, modella e attrice spagnola